# Radio Songs
Radio Songs (до 2014 года Hot 100 Airplay, в 1984—1991 Top 40 Radio Monitor) — хит-парад, еженедельно публикуемый журналом Billboard, который измеряет количество песен, звучащих в эфире радиостанций на территории США во всех музыкальных жанрах. Это один из трёх компонентов, наряду с продажами (как физическими, так и цифровыми) и потоковой активностью, которые определяют позиции песен в общем хит-параде США Billboard Hot 100.

## Формирование чарта
Radio Songs (Hot 100 Airplay) включает в себя 100 песен, чаще всего появляющихся в радиоэфире в течение недели.
Радиоэфир всегда был одной из составляющих чарта Hot 100. До создания Hot 100 журнал Billboard публиковал отдельный чарт радиоэфира, чарт продаж синглов и чарт «jukebox» (музыкальный автомат), последний из которых был прекращен в 1959 году, когда музыкальные автоматы утратили свою популярность. В 1960-х и 1970-х годах журнал Billboard продолжал собирать данные об эфире как компоненте «Горячей сотни», но не делал их общедоступными.
Дебют радиоэфирного чарта, состоящего только из 30 позиций, состоялся 20 октября 1984 года, а 31 мая 1986 года он был расширен до 40 позиций. Рейтинг Топ-40 составлялся на основе плейлистов, полученных от группы отслеживаемых радиостанций. 8 декабря 1990 года Billboard представил 75-позиционный чарт Top 40 Radio Monitor, в котором песни ранжировались по количеству прокруток каждой песни на отслеживаемых радиостанциях и рейтингам этих станций в момент проигрывания песен на основе технологии Nielsen BDS. 30 ноября 1991 года чарт Top 40 Radio Monitor, измеряемый BDS, стал официальным эфирным компонентом общего хит-парада Hot 100.
Billboard (октябрь 2005):
988 радиостанций… проходят через электронное отслеживание 24 часа в сутки, 7 дней в неделю. На основе этих данных формируется Billboard Hot 100.
Начиная с чартов Billboard от 12 ноября, все рейтинги, включая Country Airplay, которые отражают радио эфир (по аудитории и/или воспроизведению) в США и Канаде, будут основываться на данных из Mediabase, поскольку Luminate упраздняет платформу BDS. Billboard и Mediabase сохранят текущие правила и методологии составления чартов, а данные Luminate о потоковом вещании и продажах будут продолжать использоваться для других измерений рейтинга. После этого изменения Billboard продолжит включать в список все текущие репортерские станции, которые также контролируются Mediabase для чартов Billboard, в то время как Billboard и Mediabase намерены добавить дополнительные репортеры в будущем. При этом 145 из 148 текущих радиостанций-репортеров чарта Country Airplay на основе BDS будут участвовать в опросе, отслеживаемом Mediabase. Чарты эфира (основанные на аудитории и/или воспроизведениях), составленные в понедельник, 7 ноября (датированные 12 ноября), станут первыми, в которых будут использоваться данные Mediabase.

## Радиоэфир
Песни попадают в Radio Songs (Hot 100 Airplay) чаще всего раньше, чем в другие чарты, поскольку в большинстве случаев радиоротация начинается раньше, чем сингл попадает в продажу. До 5 декабря 1998 года в Hot 100 входили исключительно находящиеся в продаже релизы.

## Рекорды чарта

### Лучшие дебюты
No. 2
- Мадонна — «Erotica» (17 октября 1992)[9]

No. 4
- Мэрайя Кэри при участии Трей Лоренс — «I’ll Be There» (30 мая 1992)[10]
- Джанет Джексон — «That’s the Way Love Goes» (1 мая 1993)[11]
- Адель — «Easy on Me» (30 октября 2021)[12]

No. 6
- Леди Гага — «Born This Way» (26 февраля 2011)[13]

No. 8
- Мэрайя Кэри — «Fantasy» (9 сентября 1995)[14]

No. 9
- Джанет Джексон — «All for You» (17 марта 2001)[15]

### Песни по количество недель на 1 месте
| Кол-во недель | Артист                        | Песня                  | Год(ы)    | Ссылка |
| ------------- | ----------------------------- | ---------------------- | --------- | ------ |
| 26            | The Weeknd                    | «Blinding Lights»      | 2020      | [ 16 ] |
| 18            | Goo Goo Dolls                 | «Iris»                 | 1998      | [ 17 ] |
| 16            | No Doubt                      | «Don't Speak»          | 1996-1997 | [ 17 ] |
| 16            | Мэрайя Кери                   | «We Belong Together»   | 2005      | [ 17 ] |
| 16            | Maroon 5 при участии Карди Би | «Girls Like You»       | 2018      | [ 17 ] |
| 15            | Адель                         | «Easy on Me»           | 2021-2022 | [ 17 ] |
| 14            | Селин Дион                    | «Because You Loved Me» | 1996      | [ 17 ] |
| 14            | Алиша Киз                     | «No One»               | 2007-2008 | [ 17 ] |
| 14            | Panic! at the Disco           | «High Hopes»           | 2018-2019 | [ 17 ] |

### Артисты по кол-ву песен № 1 в чарте
| Кол-во песен | Артист       | Ссылка |
| ------------ | ------------ | ------ |
| 13           | Рианна       | [ 18 ] |
| 11           | Мэрайя Кэри  | [ 18 ] |
| 9            | Бруно Марс   | [ 19 ] |
| 8            | Тейлор Свифт | [ 20 ] |
| 7            | Ашер         | [ 18 ] |
| 7            | Кэти Перри   | [ 18 ] |
| 7            | Maroon 5     | [ 18 ] |
| 6            | Лудакрис     | [ 21 ] |
| 6            | Канье Уэст   | [ 21 ] |
| 6            | Бейонсе      | [ 21 ] |

### Артисты по кол-ву недель на № 1 месте
| Кол-во недель | Артист       | Ссылка |
| ------------- | ------------ | ------ |
| 91            | Мэрайя Кэри  | [ 22 ] |
| 72            | Рианна       | [ 23 ] |
| 60            | Бруно Марс   | [ 24 ] |
| 50            | Ашер         | [ 25 ] |
| 50            | Boyz II Men  | [ 26 ] |
| 49            | Maroon 5     | [ 27 ] |
| 44            | The Weeknd   | [ 28 ] |
| 40            | Adele        | [ 29 ] |
| 40            | Тейлор Свифт | [ 30 ] |
| 37            | Бейонсе      | [ 31 ] |

### Артисты по кол-ву песен в Топ-10 чарта
| Кол-во песен | Артист        | Ссылка |
| ------------ | ------------- | ------ |
| 30           | Рианна        | [ 32 ] |
| 24           | Дрейк         | [ 33 ] |
| 23           | Мэрайя Кэри   | [ 34 ] |
| 21           | Джастин Бибер | [ 35 ] |
| 20           | Лил Уэйн      | [ 34 ] |
| 20           | Бейонсе       | [ 36 ] |
| 20           | Тейлор Свифт  | [ 37 ] |
| 18           | Maroon 5      | [ 38 ] |
| 18           | Бруно Марс    | [ 38 ] |
| 18           | Ариана Гранде | [ 39 ] |
| 18           | Крис Браун    | [ 40 ] |
| 17           | Jay-Z         | [ 34 ] |
| 17           | Лудакрис      | [ 34 ] |
| 17           | Пинк          | [ 34 ] |
| 17           | T-Pain        | [ 34 ] |
| 17           | Ашер          | [ 34 ] |